# Личиницер, Михаил Романович
Михаил Романович Личиницер (3 сентября 1939, Москва — 25 февраля 2019) — советский и российский физиолог, специалист в области онкофармакологии, клинической и фундаментальной онкологии. Академик Российской академии наук (2011).

## Биография
Родился в Москве в семье Романа Михайловича Личиницера (1896—1979) и Елизаветы Иосифовны Вольдман (1908—1970).
- В 1963 году окончил Первый Московский государственный медицинский университет имени И. М. Сеченова
- Работал в Институте экспериментальной и клинической онкологии Академии медицинских наук СССР и его правопреемниках: ординатор, аспирант, младший, старший, ведущий научный сотрудник; с 1993 г. зав. отделением комбинированных методов лечения и химиотерапии и одновременно с 2002 г. зам. директора по научной работе.
- 25 мая 2006 года избран членом-корреспондентом Российской академии наук
- 22 декабря 2011 года избран действительным членом Российской академии наук

Похоронен на Троекуровском кладбище.

## Награды

### Награды Российской Федерации
- Государственная премия РФ в области науки и техники (2001)
- Заслуженный деятель науки РФ (2002)
- Премия Правительства РФ в области науки и техники (2008)[3][4]